# Mexikanische Fußballnationalmannschaft der Frauen
Die mexikanische Fußballnationalmannschaft der Frauen repräsentiert Mexiko im internationalen Frauenfußball.
Die Nationalmannschaft ist dem mexikanischen Fußballverband unterstellt und wurde von 1998 bis 2016 von Leonardo Cuéllar trainiert.
Die mexikanische Frauenmannschaft bestritt ihr erstes inoffizielles Spiel 1970 bei der inoffiziellen Weltmeisterschaft in Italien gegen Österreich, das 9:0 gewonnen wurde und in dem Alicia Vargas „La Pelé“ 4 Tore erzielte. Die Mannschaft belegte in diesem Turnier den dritten Platz nach einem 3:2 gegen England. Ein Jahr später war Mexiko Gastgeber der zweiten inoffiziellen Weltmeisterschaft, bei der die Mexikanerinnen das Finale erreichten und vor 110.000 Zuschauern mit 0:3 gegen Dänemark verloren, wobei die erst 15-jährige Susanne Augustesen alle drei Tore schoss. Die herausragenden mexikanischen Spielerinnen dieser Epoche waren Alicia Vargas „La Pelé“, María Eugenia Rubio „La Peque“ und María Zaragoza „La Borjita“. Zu den weiteren Spitzenspielerinnen gehörten Irma Ramírez „La Piolín“, Juanita Chávez „La Pantera“, Paula Pérez „La Cuchi-Cuchi“, María de la Luz Hernández „La Trenza Voladora“ und Martha Coronado „La Chispita“.
Das erste offizielle Länderspiel fand am 21. Juli 1986 im italienischen Ort Jesolo gegen Japan statt und wurde mit 0:3 verloren. Nach einem weiteren Spiel gegen Italien, das mit 0:6 verloren wurde, gab es eine Länderspielpause von fünf Jahren, die mit der Rekordniederlage gegen die USA beendet wurde.
Bisher nahm die Auswahl nur an drei offiziellen Weltmeisterschaften und einem olympischen Turnier teil. Bei der Olympiade 2004 erreichte man das Viertelfinale, bis heute der größte Erfolg auf der weltweiten Fußballbühne.
Bei der nordamerikanischen Meisterschaft wurde man bisher zweimal Zweiter und viermal Dritter. Die mexikanische Auswahl steht sportlich im Schatten der USA und Kanadas, konnte aber 2010 im Halbfinale des CONCACAF Women’s Gold Cups erstmals gegen die USA gewinnen, wodurch die USA erstmals nicht das Finale erreichten. Dadurch konnten sich die Mexikanerinnen auch zum zweiten Mal für eine Weltmeisterschaft qualifizieren. Bei der WM trafen die Mexikanerinnen in der Vorrunde auf England, Japan und Neuseeland.
In der FIFA-Weltrangliste konnte sich Mexiko von Rang 31 im Juli 2003 auf Rang 21 im Dezember 2011 steigern.

## Turnierbilanz

### Weltmeisterschaft
Mexiko konnte sich dreimal für eine WM-Endrunde qualifizieren, überstand aber bisher nie die Vorrunde. Ein Sieg in einem WM-Spiel gelang auch noch nicht, 2011 konnten aber in den beiden Spielen gegen England und Neuseeland Punkte gewonnen werden. Dabei führte Mexiko im Spiel gegen Neuseeland bis zur vierten Minute der Nachspielzeit mit 2:1, eher der Neuseeländerin Hannah Wilkinson noch der Ausgleich gelang. Maribel Domínguez ist die einzige mexikanische Spielerin, die an beiden WM-Endrunden teilnahm und sowohl das erste als auch die meisten WM-Tore für Mexiko schoss.
| Jahr | Ergebnis           | Trainer          | Meiste Spiele                 | Meiste Tore              |
| ---- | ------------------ | ---------------- | ----------------------------- | ------------------------ |
| 1991 | nicht qualifiziert |                  |                               |                          |
| 1995 | nicht qualifiziert |                  |                               |                          |
| 1999 | Vorrunde           | Leonardo Cuéllar | 12 Spielerinnen mit 3 Spielen | Maribel Domínguez (1)    |
| 2003 | nicht qualifiziert |                  |                               |                          |
| 2007 | nicht qualifiziert |                  |                               |                          |
| 2011 | Vorrunde           | Leonardo Cuéllar | 09 Spielerinnen mit 3 Spielen | 3 Spielerinnen mit 1 Tor |
| 2015 | Vorrunde           | Leonardo Cuéllar | 11 Spielerinnen mit 3 Spielen | 2 Spielerinnen mit 1 Tor |
| 2019 | nicht qualifiziert |                  |                               |                          |
| 2023 | nicht qualifiziert |                  |                               |                          |
| Alle |                    |                  | Maribel Domínguez (6)         | Maribel Domínguez (2)    |

### Nordamerikameisterschaft
| - 1991: Vorrunde - 1993: nicht teilgenommen - 1994: Dritter - 1998: Zweiter - 2000: Vorrunde - 2002: Dritter | - 2006: Dritter - 2010: Zweiter - 2014: Dritter - 2018: Vorrunde - 2022: Vorrunde |

### CONCACAF W Gold Cup
- 2024: Halbfinale

### Olympische Spiele
| - 1996: nicht qualifiziert - 2000: nicht qualifiziert - 2004: Viertelfinale | - 2008: nicht qualifiziert - 2012: nicht qualifiziert - 2016: nicht qualifiziert |

Die Teilnehmer für 2012 wurden bei einem Turnier im Januar 2012 in Vancouver (Kanada) ermittelt. Mexiko scheiterte im Halbfinale mit 1:3 an Gastgeber Kanada. Vier Jahre später scheiterten sie bereits in der Gruppenphase durch ein 1:2 gegen Costa Rica.

### Panamerikanische Spiele
- 1999: Zweiter
- 2003: Dritter
- 2007: Vierter
- 2011: Dritter
- 2015: Dritter

### Zentralamerika- und Karibikspiele
- 2014: Sieger

### Algarve-Cup
Die Nationalmannschaft nahm dreimal am Algarve-Cup teil und spielte dabei jeweils in Gruppe C, in der zunächst die schwächeren Mannschaften gegeneinander antreten und erreichte dabei immer ein Platzierungsspiel gegen eine Mannschaft aus Gruppe A oder B.
| - 1994 bis 2004: nicht teilgenommen - 2005: 9. Platz - 2006: 8. Platz - 2007 bis 2012: nicht teilgenommen - 2013: 8. Platz - 2014 bis 2018: nicht teilgenommen |

### Zypern-Cup
Am Zypern-Cup nahm die Mannschaft bisher einmal teil und spielte dabei ebenfalls in Gruppe C der schwächeren Mannschaften.
- 2008 bis 2010: nicht teilgenommen
- 2011: 7. Platz
- 2012 bis 2014: nicht teilgenommen
- 2015: 3. Platz[8]
- 2016  bis 2018: nicht teilgenommen

## Aktueller Kader
Die folgenden Spielerinnen wurden für den vorläufigen Kader für den CONCACAF Women’s Gold Cup 2018 nominiert, der noch auf 20 Spielerinnen reduziert werden muss:
| Nr.        | Spielerin          | Geburtsdatum | Verein                      |     |     |     |     |     |     |     |     |     |
| Tor        | Tor                | Tor          | Tor                         | Tor | Tor | Tor | Tor | Tor | Tor | Tor | Tor | Tor |
| ---------- | ------------------ | ------------ | --------------------------- | --- | --- | --- | --- | --- | --- | --- | --- | --- |
|            | Alejandría Godínez | 24.02.1994   | CF Pachuca                  |     |     |     |     |     |     |     |     |     |
|            | Bianca Henninger   | 22.10.1990   | Houston Dash                |     |     |     |     |     |     |     |     |     |
| 0          | Cecilia Santiago   | 19.10.1994   | Club América                |     |     |     |     |     |     |     |     |     |
| Abwehr     |                    |              |                             |     |     |     |     |     |     |     |     |     |
|            | Rebeca Bernal      | 31.08.1997   | CF Monterrey                |     |     |     |     |     |     |     |     |     |
|            | Mónica Flores      | 31.01.1996   | FC Valencia                 |     |     |     |     |     |     |     |     |     |
|            | Annia Mejía        | 12.03.1996   | Fundación Albacete Femenino |     |     |     |     |     |     |     |     |     |
| 0          | Christina Murillo  | 28.01.1993   | Chicago Red Stars           |     |     |     |     |     |     |     |     |     |
| 0          | Jocelyn Orejel     | 14.11.1996   | CSFA Ambilly                |     |     |     |     |     |     |     |     |     |
| 0          | Kenti Robles       | 15.02.1991   | Atlético Madrid             |     |     |     |     |     |     |     |     |     |
| 0          | Arianna Romero     | 29.07.1992   | Valur Reykjavík             |     |     |     |     |     |     |     |     |     |
| 0          | Bianca Sierra      | 25.06.1992   | Þór/KA                      |     |     |     |     |     |     |     |     |     |
| Mittelfeld |                    |              |                             |     |     |     |     |     |     |     |     |     |
| 0          | Nancy Antonio      | 02.04.1996   | Tigres UANL                 |     |     |     |     |     |     |     |     |     |
| 0          | Cristina Ferral    | 16.02.1993   | Tigres UANL                 |     |     |     |     |     |     |     |     |     |
| 0          | Carolina Jaramillo | 19.03.1994   | Tigres UANL                 |     |     |     |     |     |     |     |     |     |
| 0          | Stephany Mayor     | 23.09.1991   | Þór/KA                      |     |     |     |     |     |     |     |     |     |
| 0          | Karla Nieto        | 09.01.1995   | CF Pachuca                  |     |     |     |     |     |     |     |     |     |
|            | Mónica Ocampo      | 04.01.1987   | CF Pachuca                  |     |     |     |     |     |     |     |     |     |
|            | Lizbeth Ovalle     | 19.10.1999   | Tigres UANL                 |     |     |     |     |     |     |     |     |     |
| 0          | Nayeli Rangel      | 28.02.1992   | Tigres UANL                 |     |     |     |     |     |     |     |     |     |
| 0          | María Sánchez      | 20.02.1996   | Santa Clara Broncos         |     |     |     |     |     |     |     |     |     |
| Angriff    |                    |              |                             |     |     |     |     |     |     |     |     |     |
| 0          | Ariana Calderón    | 12.05.1990   | Þór/KA                      |     |     |     |     |     |     |     |     |     |
| 0          | Charlyn Corral     | 11.09.1991   | UD Levante                  |     |     |     |     |     |     |     |     |     |
|            | Katlyn Johnson     | 14.09.1994   | Sky Blue FC                 |     |     |     |     |     |     |     |     |     |
|            | Kiana Palacios     | 01.10.1996   | Real Sociedad               |     |     |     |     |     |     |     |     |     |

## Spiele gegen Nationalmannschaften deutschsprachiger Länder
Alle Ergebnisse aus mexikanischer Sicht.

### Deutschland
| Datum           | Ort      | Ergebnis | Anlass            |
| 24. Juni 1999   | Portland | 0:6      | WM-Vorrunde       |
| 17. August 2004 | Athen    | 0:2      | Olympische Spiele |

Außer dem ersten inoffiziellen Länderspiel, das gegen Österreich 9:0 gewonnen wurde, gab es keine weiteren Länderspiele gegen Nationalmannschaften anderer deutschsprachiger Länder.